# Теорія регіонального розвитку
Теорія регіоналі́зму (регіонального розвитку) — сучасна географічна теорія, тісно повֹ’язана з атрибутами географічної науки, являє собою сукупність філософських, загальнонаукових та географічних уявлень про розвиток залежно від регіонів. Сьогодні ця теорія набула міждисциплінарних ознак, проникнувши в інші галузі наук. Ця теорія відображається у працях Інокентія Герасимова (1905–1985), Саушкіна Ю., Вадима Покшишевського (1905–1984), Сергія Лаврова (1928–2000) тощо.

## Сутність теорії
За І. Герасимовим регіоналізм є основою географічної науки, сприяє збереженню її цілісності. Таким чином ключовим поняттям він виділяв регіон як складову географічнорго простору.
Ю. Саушкін вважав, що регіоналізм є ядром географічних наук і виділяє їх межі.
Науки, що виникли на основі регіоналізму:
- регіональна політика
- регіональна демографія
- регіональна екологія